# Sephisa androdamas
Sephisa androdamas är en fjärilsart som beskrevs av Hans Fruhstorfer 1908. Sephisa androdamas ingår i släktet Sephisa och familjen praktfjärilar. Inga underarter finns listade i Catalogue of Life.